# Paweł z Aleppo
Paweł z Aleppo, Būlus ibn Makārijūs al-Halabī (ur. ok. 1627, zm. 1669 w Gruzji) – arabski duchowny prawosławny, pisarz.

## Życie
Był synem Makarego, pochodzącego z ubogiej rodziny duchownego prawosławnego w Syrii, który doszedł do godności metropolity Aleppo (1635) i patriarchy Antiochii (1647). Paweł również został duchownym i od 1648 nosił godność archidiakona. Był autorem prac, głównie kompilacji historycznych i przekładów z greki dotyczących dziejów Kościoła Wschodniego. Słynął jako kaligraf.
Kilkakrotnie odbywał razem z ojcem podróże po okręgach Syrii w sprawach kościelnych, w tym w związku z pozyskiwaniem środków finansowych (zbiórki datków). W latach 1652–1659 towarzyszył patriarsze Makaremu jako kronikarz wyprawy do Moskwy, czego owocem stało się dzieło Opis podróży Makarego (Rihlat Makārijūs). W 1664 ponownie udał się z ojcem do Moskwy, gdzie Makary uczestniczył w wielkim soborze i sądzie nad patriarchą moskiewskim Nikonem. W drodze powrotnej z Moskwy Paweł zmarł w Gruzji, a jego notatki prowadzone w czasie drugiej moskiewskiej podróży zaginęły.

## Dzieła
Opis podróży Makarego należy do cennych dzieł arabskiej literatury podróżniczej. Autor nadał pracy charakter dziennika, podzielonego na trzy główne etapy, odpowiadające samej podróży – drogę do Moskwy, pobyt w samej Moskwie, wreszcie drogę powrotną. Pierwsza część stanowi dokładny opis trasy, z uwzględnieniem ziem, miast i miasteczek (przede wszystkim opisy Konstantynopola, Mołdawii i Jass, Ukrainy i Kijowa, ziem rosyjskich przed dotarciem do Moskwy, w tym Kołomny). W opisie Moskwy autor prezentował Kreml, cerkwie, klasztory, domostwa i ulice, a także przebieg uroczystości i nabożeństw, w których sam brał udział jako duchowny. Znajomość języka greckiego oraz nabyta w czasie podroży znajomość rosyjskiego pozwoliła Pawłowi na poznanie także życia codziennego mieszkańców z niższych warstw społecznych, dzięki czemu jego relacja była bogatsza od analogicznych prac podróżników-dyplomatów, pisanych wyłącznie z perspektywy dworu carskiego. Drogę powrotną Paweł przedstawił skrótowo, z racji jej przebiegu przez ziemie już wcześniej opisane.
Opisy mijanych ziem Paweł z Aleppo uzupełniał o rysy historyczne. W ten sposób do jego pracy weszły relacje z walk polsko-kozackich, w których jednoznacznie opowiedział się za Kozakami, polskich magnatów obarczając odpowiedzialnością za ucisk społeczny, religijny i narodowy ludu Ukrainy. Wiele pochwał Paweł poświęcił Bohdanowi Chmielnickiemu, z którym delegacja metropolity Makarego spotkała się 22 czerwca 1654 w Bohusławiu. Jako źródła informacji historycznych i geograficznych Paweł wykorzystywał bliżej nieznane kroniki greckie i ruskie latopisy, a także relacje ustne różnych osób, m.in. archimandryty monasteru pieczerskiego Józefa Tryzny.
Swoje dzieło Paweł pisał przede wszystkim w Moskwie w 1656, krótko przed wyruszeniem w drogę powrotną; w 1664, przed ponownym wyjazdem do Moskwy, przygotował w Aleppo drugą, poszerzoną wersję. Opis podróży był rozpowszechniany w kolejnych latach w rękopisach, w wersjach skróconych oraz w przekładach. W latach 1933–1949 rumuński arabista Basile Radu wydał Opis podróży w języku arabskim (z przekładem francuskim) w paryskim periodyku „Patrologia Orientalis”.